# Peugeot Type 23
La Type 23 è un'autovettura prodotta dal 1898 al 1901 dalla Casa automobilistica Peugeot.

## Profilo
Era una vettura pensata per il trasporto di un numero alto di persone, quindi una sorta di familiare ante-litteram, anche se il pubblico di allora la considerava all'incirca come oggi noi considereremmo un'attuale limousine.
Le dimensioni erano molto contenute e posizionavano la vettura immediatamente al di sotto della contemporanea Type 18.
Poteva dare spazio a sei persone e fu prodotta fino al 1901 in soli 10 esemplari.